# 王度庐

王度廬（1909年9月13日—1977年2月12日），原名王葆祥，字霄羽，中國武俠言情小說作家。

## 生平
王度廬出生於北京一個貧困的旗人家庭，七岁丧父，无力求学，只断断续续读过几年书，但是他勤奋好学，爱好诗词。中学未毕业就擔任教師和報章編輯。经常到北京大学旁听，到北京图书馆自学。1926年代開始寫作長篇小說，著有《鶴驚崑崙》、《寶劍金釵》、《臥虎藏龍》、《鐵騎銀瓶》、《劍氣珠光》、《紫鳳鏢》等五十餘部作品。與李壽民、宮白羽、鄭證因、朱貞木合稱「北派五大家」。
1949年移居辽宁，在沈阳辽宁省实验中学任教。1956年加入中国民主促进会，当选沈阳市政协委员。1977年春，王度廬病逝于鐵嶺。
王度盧的作品將武俠小說裡常有的俠義精神與愛情故事融為一體，對後世武俠小說影響很大。

## 作品
- 鶴－鐵五部曲
  - 《鶴驚崑崙》
  - 《寶劍金釵》
  - 《劍氣珠光》
  - 《臥虎藏龍》
  - 《鐵騎銀瓶》
- 《紫鳳鏢》
- 《紫电青霜》
- 《河岳游侠传》
- 《风雨双龙剑》
- 《燕市侠伶》
- 《春秋戟》
- 《龙虎铁连环》

## 惨遭抄袭
1983年，聂云岚在《今古传奇》杂志上连载其未署名原著、改写自王度庐《卧虎藏龙》的小说《玉娇龙》,大获成功后，又将《铁骑银瓶》改写成《春雪瓶》。1987年王度庐遗孀李丹荃发现后交涉反对，聂云岚致歉承认是“始作俑者”，经杂志社调解，李丹荃出于同情未再追究。
2000年李安电影上映后，《卧虎藏龙》故事升温。湖北人民出版社在2000年8月出版了聂云岚“编著”的《玉娇龙》、《春雪瓶》，四川红都影视有限公司则开始筹拍电视剧《玉娇龙—春雪瓶》。
最终王度庐家属于2001年4月起诉湖北人民出版社，尽管出版社辩称早年发表未遭异议即视为许可，北京海淀区法院仍于2001年9月一审判决出版社败诉，认定其侵犯了王度庐的著作权及继承人的权益，需停止侵权、道歉并赔偿。出版社上诉后，双方经协商于2002年春节前达成和解：出版社支付近10万元赔偿金，并在《光明日报》公开刊登了“致歉声明”。

### 註腳
1. ↑  王度盧簡介 （页面存档备份，存于）
2. 1 2  应振洋. . 新语丝. 2000-9-20  [2025-07-19] –新语丝New Threads （中文）.
3. ↑  搜狐娱乐. . yule.sohu.com. 2001-02-22  [2025-07-19] （中文）.
4. ↑  祝晓风. . 光明网. 2002-02-27  [2025-07-19] –中华读书报 （中文）.